# ローレンス・ヴァン・デン・アッカー
ローレンス・ヴァン・デン・アッカー（Laurens van den Acker, 1965年9月5日 - ）はオランダ出身の自動車デザイナーである。

## 来歴

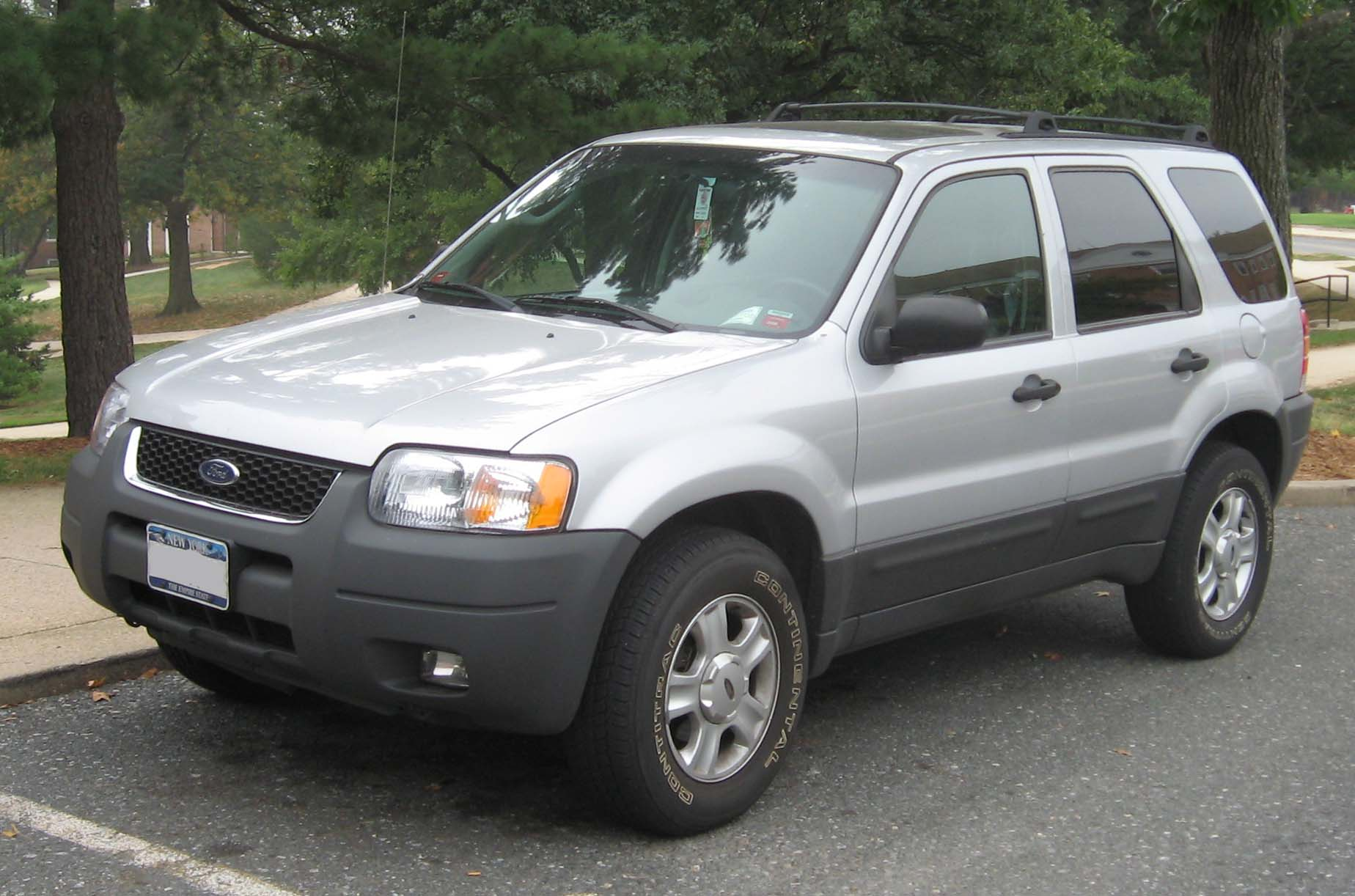
フォード・エスケープ

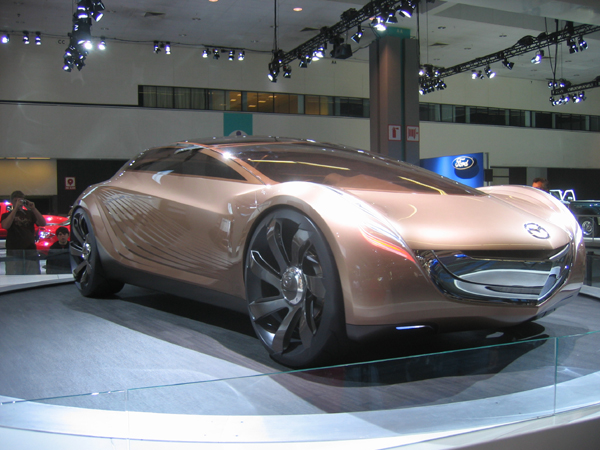
マツダ・流（NAGARE）コンセプト

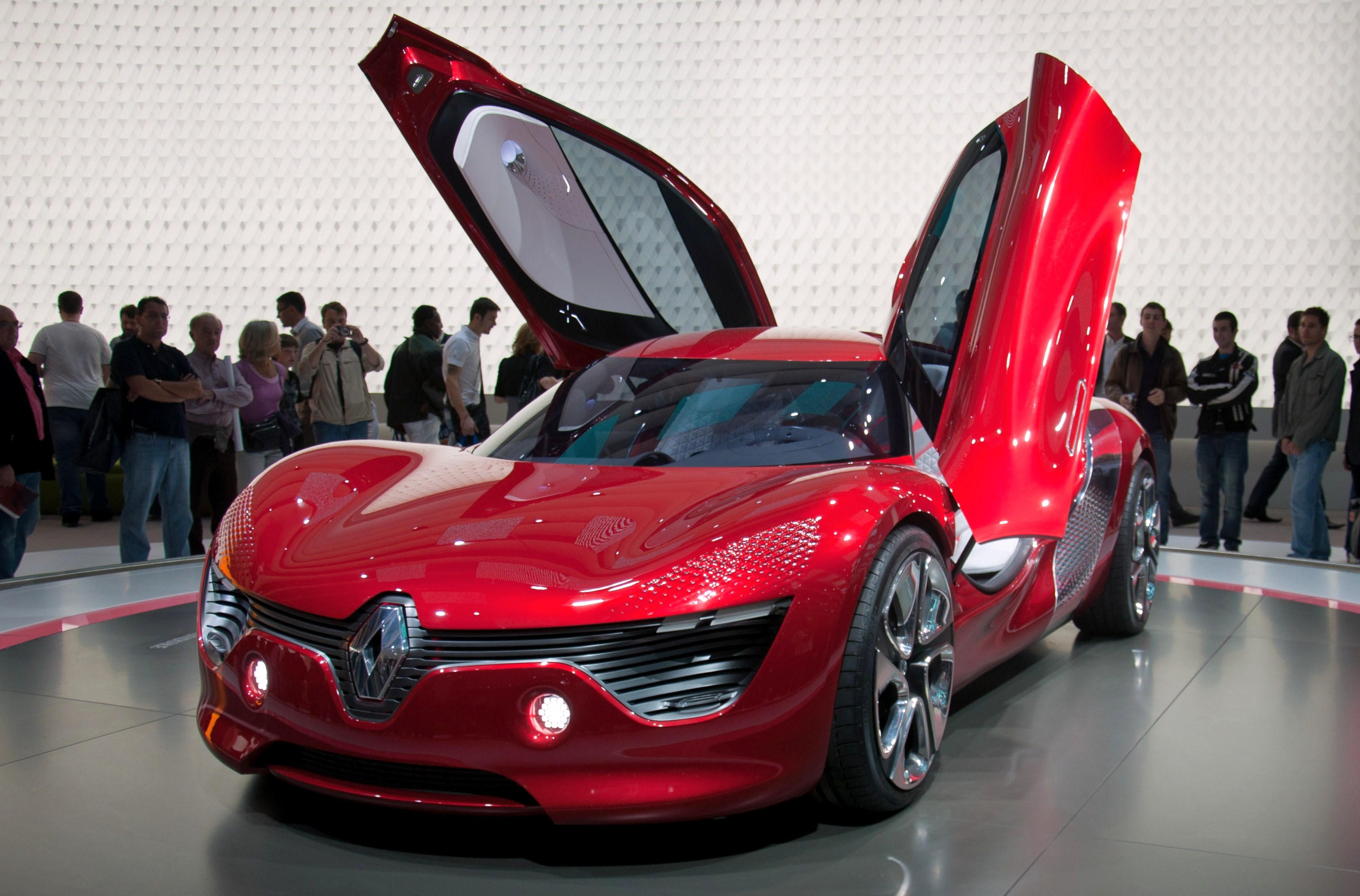
ルノー・デジール

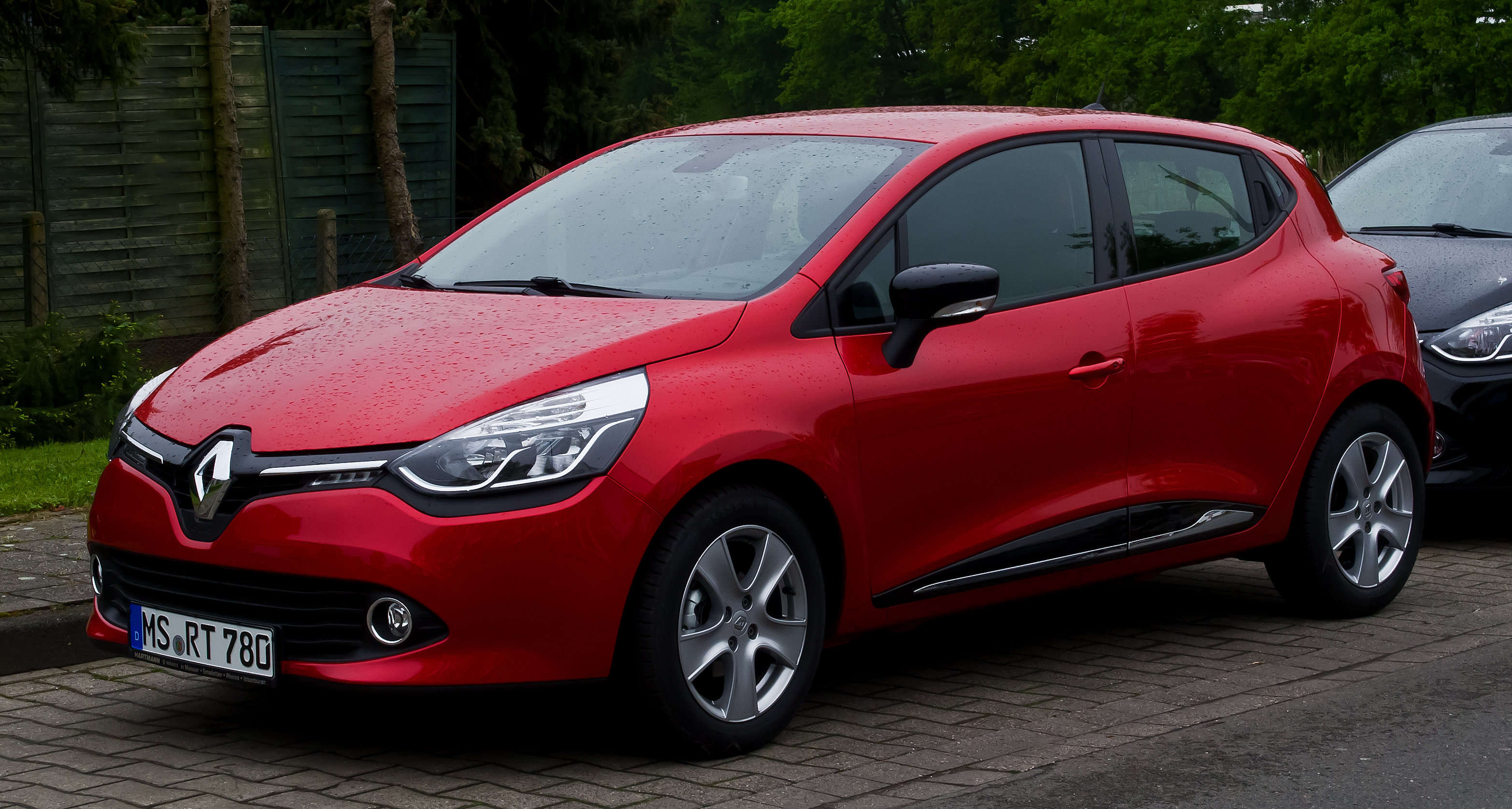
ルノー・クリオ（日本名：ルーテシア）

デルフト工科大学工業デザイン学部で工学博士号を取得。1990年にイタリア・トリノのデザイン・システム社でデザイナーとしてのキャリアをスタートし、ブガッティ・EB110のインテリアを手がけた。1993年、アウディに移籍してドイツ・インゴルシュタットデザインセンターのエクステリアデザイナーとなり、そこで現フォード・モーターのデザイン担当副社長のJ・メイズ (en:J Mays) と知り合う。以降は彼の後を追うように1996年にシニア・デザイナーとしてSHRパーセプチュアル・マネージメント社に、1998年にはフォード・モーターに入社した。彼は427、Model U、Synusといった一連のフォードのコンセプトカーのデザインを手がけ、やがてフォード・エスケープのチーフデザイナーとなった。
2006年5月、モーレイ・カラム(Moray Callum) の後任としてマツダのグローバルデザイン本部長に就任し、流（NAGARE）、流雅（RYUGA）、葉風（HAKAZE）、清（KIYORA）といった一連のマツダのコンセプトカーを担当した。
2009年4月にマツダを退社したが、同年5月15日付でルノーに入社し、パトリック・ル・ケマン (en:Patrick le Quément) の後任としてコーポレートデザイン担当副社長に就任。
ルノーでは、人生を「LOVE（恋に落ちる）」「EXPLORE（冒険をする）」「FAMILY（家族を得る）」「WORK（働く）」「PLAY（遊ぶ）」「WISDOM（知恵を得る）」という6つのステージに分け、それぞれのステージに合ったモデルをデザインし、ユーザーとブランドの結びつきを深めることを目指した新デザイン戦略「サイクル・オブ・ライフ（Cycle of Life）」を提唱。その後2010年から2013年にかけて、6つのステージを具現化したデジール（LOVE）、キャプチャー（EXPLORE）、R-スペース（FAMILY）、フレンディジー（WORK）、トゥインズィー and トゥインラン（PLAY）、イニシアル・パリ（WISDOM）をコンセプトカーとして発表した。
このうちデジールが4代目クリオ（ルーテシア）、キャプチャーは同名の車種およびルノーサムスン・QM3、トゥインズィー and トゥインランは3代目トゥインゴ、そしてイニシアル・パリは5代目エスパスとしてそれぞれ市販されている。